# محمد عمر المختار
محمد عمر المختار (1921 - 12 يوليو 2018) كان النجل الوحيد للمجاهد الليبي المعروف عمر المختار الذي قاوم الاستعمار الإيطالي في بلاده لمدة عشرين عامًا، قبل أن يقوم الاستعمار بإعدامه.

## عن حياته
ولد محمد عمر المختار عام 1921، في منطقة العويلية قرب المرج شرقي ليبيا، وعاش مع والدته ونيسة الجيلاني وبعض من أقاربه، وتعد قبيلته «المنفه» إحدى أكبر قبائل الشرق الليبي. تلقّى تعليمه في مدرسة الشاطبي بمدينة الإسكندرية الساحلية، التي علم أثناء وجوده فيها بإعدام أبيه على يد قوات الاحتلال ولقد غادر ليبيا مع والدته إلى مصر عام 1927، بطلب من أبيه، الذي أراد أن يتفرغ لقتال قوات الاحتلال الإيطالية وعاش محمد في مصر 18 عامًا بمدينة الحمام، وتنقل بين مدن سيدي براني ومطروح والإسكندرية وغيرها.

## الحياة الشخصية
تزوج محمد مرتين، الأولى من ابنة عمه، عزة الفيومي عام 1942، ولم يرزق منها بذرية، ثم توفيت وبعدها، تزوج عام 1964، من فاطمة الغرياني، ورزق منها بأولاد، لكنهم ماتوا صغارا، ليبقى الوحيد الذي يحمل نسل عمر المختار، بعد وفاة أخيه وجميع أقاربه.

## وفاته
توفي ظهر يوم الخميس 12 يوليو 2018 في منزله بمنطقة الحدائق في مدينة بنغازي شرق ليبيا عن عمر يناهز 97 عامًا". بحسب "وكالة الأناضول".